# サミ・ケディラ
サミ・ケディラ（Sami Khedira, 1987年4月4日 - ）は、西ドイツ・バーデン＝ヴュルテンベルク州シュトゥットガルト出身の元サッカー選手。元ドイツ代表。現役時代のポジションはミッドフィールダー。
実弟は、1.FCウニオン・ベルリン所属のサッカー選手のラニ・ケディラ。

## クラブ経歴
1995年からドイツのVfBシュトゥットガルトのユースチームに所属する。2006年からトップチームに昇格し、10月1日のヘルタ・ベルリン戦でデビューを飾る。トップチームに昇格したシーズンにブンデスリーガのタイトルを手にし、所属した4シーズンでブンデスリーガ98試合に出場、14ゴールを記録した。2010年7月30日、スペインのレアル・マドリードに移籍金1200万ユーロ（約13億5000万円）の5年契約で移籍した。
フランツ・ベッケンバウアー杯（バイエルン・ミュンヘンとの親善試合）でデビュー。8月29日の開幕戦であるRCDマジョルカ戦で73分から途中出場、リーガ・エスパニョーラデビューを飾った。その後もラッサナ・ディアッラら同じポジションの選手を抑えて多くの試合に先発出場し、レアル・マドリードでの初タイトルとなったコパ・デル・レイ決勝でも延長戦107分までプレーした。最初のシーズンに得点を挙げることはなかったが、シーズン後のプレシーズン広州恒大戦でレアル・マドリード所属後初得点を記録し、10月18日のUEFAチャンピオンズリーググループステージオリンピック・リヨン戦で公式戦初ゴールもマークした。
2015年2月9日、左足の大腿二頭筋を負傷したと発表した。3月に復帰も出場機会はほとんどなく、同年5月、契約を更新しないことによるレアル・マドリード退団を発表。
2015年6月9日、ユヴェントスFCと2019年6月30日までの4年契約を結んだことが発表された。なお、ケディラは2015年の夏に契約満了で、ユヴェントスにはフリーで移籍。イタリア紙『ガゼッタ・デッロ・スポルト』は年俸400万ユーロ（約5億3000万円）と報じた。背番号は当初28番を着用予定であったが、ポール・ポグバが背番号を6番から10番に変更したため6番を着用することになった。イタリアスーパーカップのSSラツィオ戦での怪我のため、ユベントスでの1シーズン目はリーグ戦20試合の出場に留まるが. 10月4日のボローニャ戦でセリエAデビューを果たし、初ゴールも記録。リーグ優勝とコパイタリア優勝に貢献した。2017年10月22日ウディネーゼ・カルチョとのゲームにおいて、公式戦初のハットトリックを成し遂げた。以降も主力として活躍。2019-20シーズン以降はロドリゴ・ベンタンクールの台頭やアーロン・ラムジーらの加入で出場機会が減少していった。
2021年2月1日、ヘルタ・ベルリンにフリー移籍した。10年半振りのブンデスリーガ復帰となった。
2021年5月19日、現役引退を表明した。

## 代表経歴

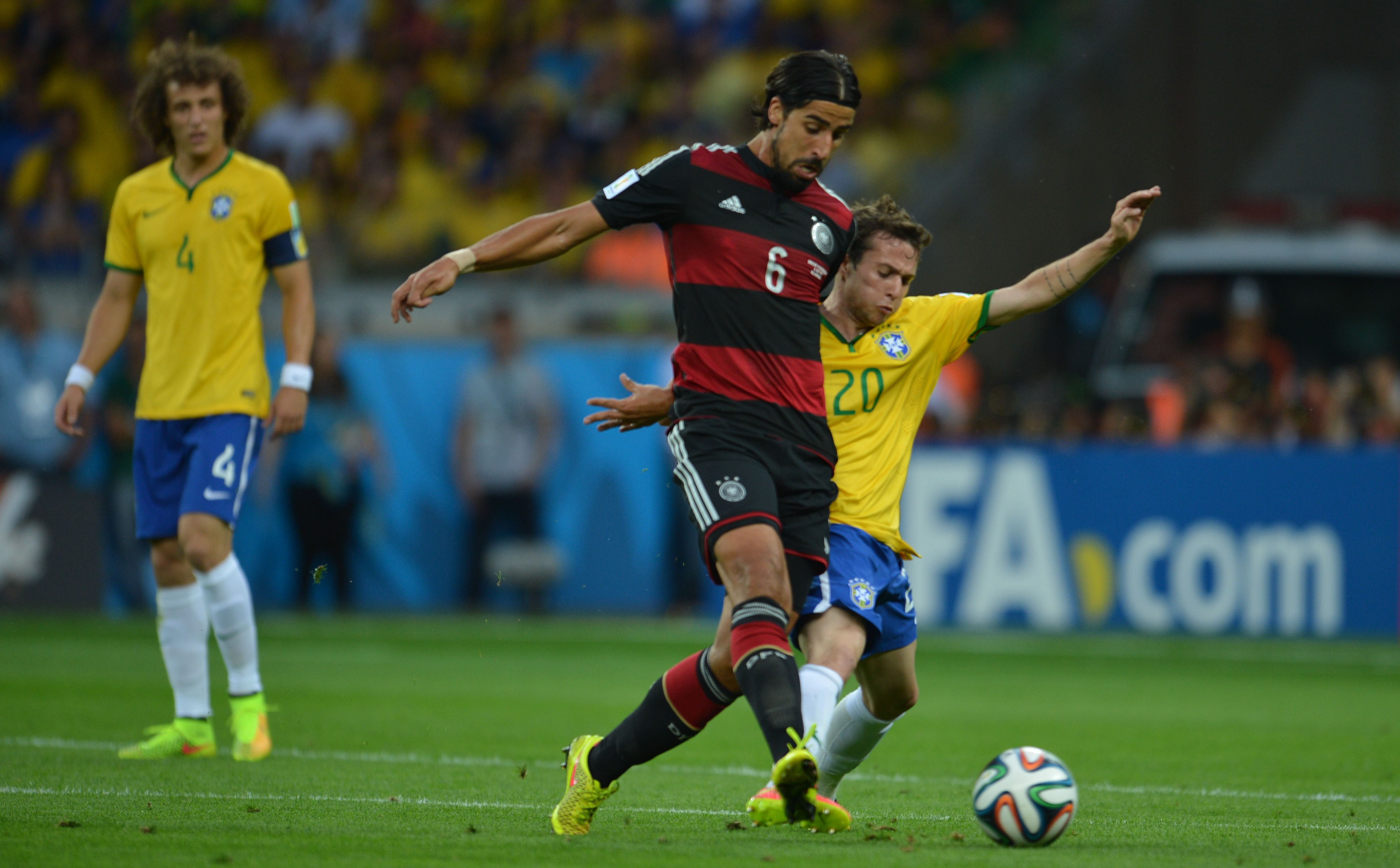
2014 FIFAワールドカップにて

ユースの各年代の代表でキャプテンを務めた。2009年、U-21欧州選手権でもキャプテンを務め、優勝を経験。同年9月5日南アフリカとの親善試合で、73分にジモン・ロルフェスとの交代でドイツ代表デビューを果たした。
2010年5月29日に行われたハンガリーとの親善試合には、ポーツマス戦で右足首を負傷したミヒャエル・バラックに代わって途中出場。バラックの代役を務め上げたケディラにヨアヒム・レーヴ監督は満足感を示し、2010 FIFAワールドカップではバラックに代わって全7試合に先発出場。ウルグアイとの3位決定戦で代表初ゴールとなる決勝点を挙げ、ドイツの3位に貢献した。2014 FIFAワールドカップではドイツ代表の中心メンバーとして優勝に貢献した。
2016年ユーロフランス大会出場したが、イタリア戦以降は怪我の為離脱した。

## 人物
父親がチュニジア人。弟のラニ・ケディラもサッカー選手であり、U-17のドイツ代表などでもプレーしている。アラビア語原音ではサーミー・ハディーラ（سامي خضيرة）。
元恋人はモデルのレナ・ゲルケ。二人は2012年に婚約したが、2014 FIFAワールドカップ後に破局が報じられた。
2016年、EURO敗退後、ギリシャ・ミコノス島でのバカンスをブラジル出身のモデルであるアドリアナ・リマと過ごしたと報じられた。

## 代表歴

### 出場大会
- U-21ドイツ代表
  - 2009年 - UEFA U-21欧州選手権2009
- ドイツ代表
  - 2010年 - 2010 FIFAワールドカップ（3位）
  - 2012年 - UEFA EURO 2012（ベスト4）
  - 2014年 - 2014 FIFAワールドカップ（優勝）
  - 2016年 - UEFA EURO 2016（ベスト4）
  - 2018年 - 2018 FIFAワールドカップ（グループリーグ敗退）

### 試合数
- 国際Aマッチ 77試合 7得点（2009年-2018年）[16][1]

| ドイツ代表 | 国際Aマッチ | 国際Aマッチ |
| 年         | 出場        | 得点        |
| ---------- | ----------- | ----------- |
| 2009       | 1           | 0           |
| 2010       | 16          | 1           |
| 2011       | 7           | 0           |
| 2012       | 12          | 1           |
| 2013       | 8           | 2           |
| 2014       | 9           | 1           |
| 2015       | 4           | 0           |
| 2016       | 12          | 2           |
| 2017       | 3           | 0           |
| 2018       | 5           | 0           |
| 通算       | 77          | 7           |

### 得点
| #  | 開催年月日     | 開催地                         | 対戦国         | 結果 | 試合概要                      |
| -- | -------------- | ------------------------------ | -------------- | ---- | ----------------------------- |
| 1. | 2010年7月10日  | 南アフリカ、ポート・エリザベス | ウルグアイ     | 3-2  | 2010 FIFAワールドカップ       |
| 2. | 2012年6月22日  | ポーランド、グダニスク         | ポーランド     | 4-2  | UEFA EURO 2012                |
| 3. | 2013年2月6日   | フランス、パリ                 | フランス       | 2-1  | 親善試合                      |
| 4. | 2013年10月11日 | ドイツ、ケルン                 | アイルランド   | 3-0  | 2014 FIFAワールドカップ・予選 |
| 5. | 2014年6月26日  | ブラジル、ベロオリゾンテ       | ブラジル       | 7-1  | 2014 FIFAワールドカップ       |
| 6. | 2016年10月11日 | ドイツ、ハノーファー           | 北アイルランド | 2-0  | 2018 FIFAワールドカップ・予選 |
| 7. | 2016年11月11日 | サンマリノ、セラヴァッレ       | サンマリノ     | 8-0  | 2018 FIFAワールドカップ・予選 |

## タイトル

### クラブ
VfBシュトゥットガルト
- ブンデスリーガ：1回 (2006-07)

レアル・マドリード

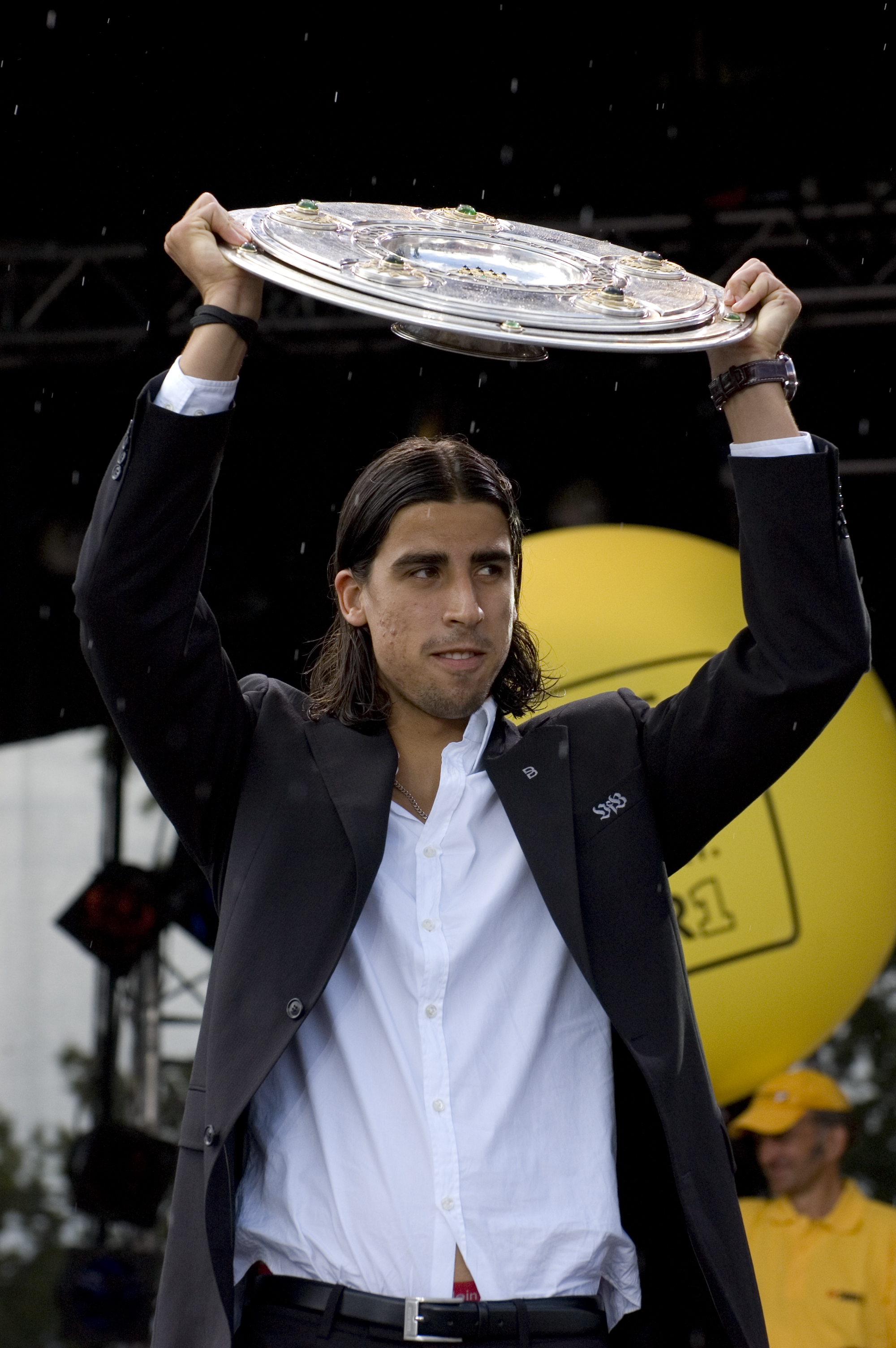
マイスターシャーレを掲げるケディラ

- FIFAクラブワールドカップ：1回 (2014)
- UEFAチャンピオンズリーグ：1回 (2013-14)
- UEFAスーパーカップ：1回 (2014)
- プリメーラ・ディビシオン：1回 (2011-12)
- コパ・デル・レイ：2回 (2010-11, 2013-14)

ユヴェントスFC
- セリエA：5回 (2015-16, 2016-17, 2017-18, 2018-19, 2019-20)
- コッパ・イタリア：3回 (2015-16, 2016-17, 2017-18)
- スーペルコッパ・イタリアーナ：3回 (2015, 2018,2020)

### 代表
U-21ドイツ代表
- UEFA U-21欧州選手権：1回 (2009)

ドイツ代表
- FIFAワールドカップ：1回 (2014)